# Proxima Media Nox
Proxima Media Nox (Proxima Midnight) è un personaggio immaginario e supercriminale dei fumetti della Marvel Comics. Fa parte di un'organizzazione denominata Ordine Nero, una squadra di extraterrestri che lavorano per conto di Thanos.
Essa compare come Cacciatrice d'Ossidiana nonché una dei Figli di Thanos nei film Avengers: Infinity War e Avengers: Endgame, interpretata da Carrie Coon.

## Storia editoriale
Proxima apparve per la prima volta come un cameo in Nuovi Vendicatori #8 a settembre 2013 ed è stata creata da Jonathan Hickman. Apparirà fisicamente invece insieme ad altri membri dell'Ordine Nero, in Infinity #1 a ottobre 2013.

## Biografia
Proxima Media Nox fa parte dell'Ordine Nero, un'organizzazione aliena criminale guidata da Thanos. Essa è stata scelta da quest'ultimo per via delle sue incredibili abilità da combattente esperta. Oltre a ciò, è la moglie e collega di Gamma Corvi. Venne inviata sulla Terra da Namor, per recuperare una Gemma dell'Infinito, ma incombe in uno scontro con i Nuovi Vendicatori. Combatté contro Spectrum e Luke Cage, in uno scontro alla pari. Verrà comunque umiliata da Thanos per le sue azioni discutibili e dal fatto che Namor non possedeva realmente la gemma. Proxima e tutti i suoi compagni andarono alla ricerca di Namor in Wakanda, ma furono distratti quando Fauce d'Ebano rivelò la posizione di Thane, il figlio di Thanos. Thane non voleva avere niente a che fare con suo padre, dunque li imprigionò in un'ambra e li portò a Necropolis.
Namor liberò dalla prigionia Proxima e Thanos, e gli chiese di unirsi al suo gruppo per attaccare la Terra. Nonostante, Namor si trovò male ad operare insieme ad essi, decise di unirsi agli Illuminati per sconfiggerli. Namor dopo aver tradito, venne tradito a sua volta e si ritrovò bloccato insieme al suo precedente gruppo su una terra che stava per essere distrutta. Tutti quanti riuscirono comunque a salvarsi, scappando nell'Universo Ultimate e giurarono di vendicarsi. La loro salvezza fu grata dalla creazione di una zattera di salvataggio, la quale permise di sopravvivere dopo la distruzione di tutti gli universi. Il gruppo finì sul pianeta Battleworld, dove attaccarono gli abitanti del luogo. Tuttavia quando arrivò Dottor Destino, disperse il gruppo nei vari angoli di Battleworld, mentre Proxima e Gamma Corvi, furono imprigionati da Apocalisse.
Proxima riuscì a tornare a casa quando l'Universo Marvel fu ricostruito. Si incontrò con Thanos e con una figura mascherata, che successivamente si rivelò essere Hela, la quale collaborò con Proxima per recuperare il Mjolnir. La loro missione li avrebbe portati a scontrarsi inevitabilmente contro Thor, Beta Ray Bill, il Collezionista e tanti altri. Alla fine, Proxima ed Hela nello scontro furono umiliate e costrette a tornare a mani vuote. Per dimostrarsi degna, Hela uccise Proxima davanti a Thanos, come ultima umiliazione per lei.
Durante l'arco narrativo No Surrender, Challenger resuscitò Proxima Midnight, Astro Nero e Gamma Corvi quando l'Ordine Nero fu ristabilito insieme a Cigno Nero, Fauce d'Ebano e una proiezione psichica di Super Massiva. L'Ordine Nero prese parte ad una competizione organizzata dal Gran Maestro, tramite una versione aliena della Legione Mortale, il cui campo di battaglia si svolse sulla Terra.

## Poteri e capacità
Proxima detiene una forza, velocità e resistenza a livelli sovrumani. Essendo in grado di sopravvivere nello spazio cosmico è anche una eccellente combattente; possiede una lancia creata da una stella intrappolata in una singolarità quantistica dallo stesso Thanos.
La sua lancia è in grado di causare danni critici in base a come viene lanciata e contro chi, diventando una lancia a più punte di energia velenosa che segue il bersaglio, senza mai mancarlo. Il veleno è talmente letale, che uccide la vittima in un arco di pochi minuti. Alla sua forma stellare, guadagna una massa infinita d'energia che opprime la vittima in un entanglement energetico.

## Altri media

### Televisione
- Proxima Media Nox apparve nella serie animata Avengers Assemble, doppiata da Kari Wahlgren.[19] Serve l'Ordine Nero sotto Thanos.
- Proxima Media Nox apparve anche nella serie animata Guardiani della Galassia, doppiato da Kari Wahlgren.[19] Inizialmente faceva parte dell'Ordine Nero, nel corso della serie si unirà insieme a Fauce d'Ebano ai Credenti Universali.

### Marvel Cinematic Universe
Proxima Media Nox appare in due film del Marvel Cinematic Universe, interpretata e doppiata da Carrie Coon. Come nei fumetti, anche qui è un membro dell'Ordine Nero di Thanos. Solamente in Infinity War è attestato che Monique Ganderton ha fatto parte come stunt sul set.
- In Avengers: Infinity War (2018) compare come una dei quattro antagonisti secondari del film, Proxima Media Nox viene inviata sulla Terra da Thanos per prendere la Gemma della Mente da Visione. Insieme a Gamma Corvi si reca in Scozia per prenderla, fino a quando vengono sconfitti grazie all'arrivo degli altri tre membri dei Vendicatori. Partecipa in seguito alla battaglia del Wakanda insieme con l'Astro Nero e Gamma Corvi, dove qui troverà la morte per mano di Scarlet Witch, la Vedova Nera e Okoye.
- In Avengers: Endgame (2019) comparve come una degli antagonisti minori del film, la Proxima del passato aiuta Thanos a sconfiggere i Vendicatori e i loro alleati nella battaglia finale sulla Terra, finché non verrà dissolta dallo schiocco delle dita di Iron Man con le Gemme dell'Infinito disposte sul guanto.
- Proxima Media Nox apparve anche nella prima serie animata dell'MCU What If...? (2021).

### Videogiochi
- Proxima appare come un mini boss in Marvel:Avengers Alliance.[23]
- Proxima apparve come boss e come personaggio sbloccabile in Marvel Future Fight.[24]
- Proxima appare come boss in Marvel Avengers Academy durante l'evento Return of A-Force.[25]
- Proxima appare come personaggio giocabile in Marvel: Sfida dei campioni.[26]
- Proxima apparve come personaggio giocabile, nel DLC " Infinity War " per Lego Marvel Super Heroes 2.[27]
- Proxima Media Nox appare come boss nel videogioco Marvel: La Grande Alleanza 3: L'Ordine Nero.[28]